# Mont-Saint-Aignan
Mont-Saint-Aignan ist eine französische Gemeinde mit 20.188 Einwohnern (Stand 1. Januar 2022) im Département Seine-Maritime in der Region Normandie. Sie gehört zum Arrondissement Rouen und ist der Hauptort (chef-lieu) des Kantons Mont-Saint-Aignan. Die Einwohner nennen sich Mont-Saint-Aignanais.

## Geographie
Mont-Saint-Aignan liegt oberhalb der Seine, nordwestlich an Rouen angrenzend, mit dem es vollständig zusammengewachsen ist, und ist Teil dessen Ballungsraums Métropole Rouen Normandie. Die Stadt ist in die Quartiere La Vatine, La Village und Saint-André eingeteilt.
Die Nachbargemeinden Mont-Saint-Aignans sind:
- Notre-Dame-de-Bondeville im Nordwesten und Norden,
- Houppeville im Nordosten,
- Bois-Guillaume im Osten
- Rouen im Süden und
- Déville-lès-Rouen im Westen.

## Geschichte

### Mittelalter
Während des zwölften Jahrhunderts wurden die Orte Saint-Aignan (latinisiert: Sanctum Anianum) und Mont-aux-Malades (Monte Infirmorum) erstmals urkundlich erwähnt. Heinrich II. von England ließ 1176 die Kirche zu Ehren von Thomas Beckett errichten, um sich von seiner Beteiligung an dessen Ermordung reinzuwaschen.

### Neuzeit
Anfang des 19. Jahrhunderts wurde die Gemeinde aus den früheren Teilen Saint-Aignan, Notre-Dame-de-Bondeville, Le Houlme, Maromme, Saint-Aignan-sur-Ry, Saint-Jean-du-Cardonnay und Saint-Denis-de-Bondeville gebildet.
Seit Ende der 1960er Jahre befindet sich ein erheblicher Teil der Universität Rouen im Stadtgebiet von Mont-Saint-Aignan.

### Bevölkerungsentwicklung
| 1962  | 1968   | 1975   | 1982   | 1990   | 1999   | 2006   | 2011   |
| ----- | ------ | ------ | ------ | ------ | ------ | ------ | ------ |
| 9.989 | 16.031 | 19.146 | 19.736 | 19.961 | 21.265 | 20.659 | 19.333 |

## Persönlichkeiten
- Charles Lenepveu (1840–1910), Komponist
- Narcisse Hénocque (1879–1952), Maler
- Georges Lanfry (1884–1969), Archäologe
- Lucien Tesnière (1893–1954), Linguist
- Maurice Euzennat (1926–2004), Historiker
- Claude Le Ber (1931–2016), Radrennfahrer
- René Pirolley (1931–2013), Schwimmer
- Jacques Anquetil (1934–1987), Radrennfahrer, mehrfacher Tour-de-France-Sieger (1957, 1961–1964)
- Jean-Claude Eloy (* 1938), Komponist
- Éric Delcroix (* 1944), Rechtsanwalt und rechtsextremer Politiker
- Vincent Lagaf' (* 1959), Comedian
- Pascal Wintzer (* 1959), Erzbischof von Sens
- Franck Haise (* 1971), Fußballspieler und -trainer
- Cyril Bos (* 1972), Radrennfahrer
- Allan Carriou (* 1976), Eishockeyspieler
- Élodie Woock (* 1976), Fußballspielerin (Mittelfeld)
- Olivier Blondel (* 1979), Fußballspieler (Torwart)
- Aurélie Félix (* 1979), Leichtathletin (Weitsprung)
- Jérôme Pineau (* 1980), Radrennfahrer
- Pierric Poupet (* 1984), Basketballspieler
- Jamel Aït Ben Idir (* 1984), marokkanischer Fußballspieler (Mittelfeld)
- Sébastien Le Toux (* 1984), Fußballspieler (Sturm)
- Mathieu Duhamel (* 1984), Fußballspieler (Sturm)
- Delphine O (* 1985), Politikerin und Diplomatin
- Mohamed Sissoko (* 1985), malischer Fußballspieler (Mittelfeld)
- Jackson Mendy (* 1987), senegalesisch-französischer Fußballspieler (Verteidiger)
- Loïc Lampérier (* 1989), Eishockeyspieler
- Ugo Legrand (* 1989), Judoka, Bronzemedaillengewinner Olympia 2012 (London)
- Naïma Talani (* 1991), marokkanisch-französische Fußballspielerin
- Viviane Asseyi (* 1993), Fußballspielerin (Sturm)
- Steve Ambri (* 1997), guinea-bissauisch-französischer Fußballspieler
- Matis Louvel (* 1999), Radrennfahrer

## Partnergemeinden
- Barsinghausen, Niedersachsen, Deutschland, seit 1967
- Edenbridge, (Grafschaft Kent), Vereinigtes Königreich, seit 1973
- Osica de Sus, Rumänien, seit 1990
- Brzeg Dolny, Woiwodschaft Niederschlesien, Polen, seit 2003
- Rouko, Burkina Faso, seit 2010

## Sehenswürdigkeiten
- Kirche Saint-Thomas-de-Cantorbéry, Monument historique seit 1926
- Saint-Jacques-du-Mont-aux-Malades (seit 1971 Monument historique)
- Kirche Saint-Aignan
- Kirche Saint-André